# Erwin Scherschel
Erwin Scherschel (* 31. März 1922 in Frankfurt am Main; † 14. September 1997) war ein deutscher Schauspieler und Hörspielsprecher.

## Leben
Scherschel absolvierte eine Schauspielausbildung an der Hochschule für Musik und Theater in Frankfurt. Dort debütierte er auch als Schauspieler. Für die Spielzeit 1950/51 wird Scherschel im Deutschen Bühnenjahrbuch erstmals als in Frankfurt am Main ansässiger Schauspieler aufgeführt.
In der Spielzeit 1951/52 und in der Spielzeit 1952/53 war er am „Theater am Roßmarkt“, dem Vorläufer der späteren Frankfurter Boulevardbühne „Die Komödie“, engagiert. In der Spielzeit 1951/52 war er außerdem an den Städtischen Bühnen Gelsenkirchen verpflichtet.
Im Oktober 1953 wirkte er in der Eröffnungsvorstellung der Landesbühne Rhein-Main mit; in dem Lustspiel Minna von Barnhelm verkörperte er den Wachtmeister Werner. Ab der Spielzeit 1954/55 war er bis zum Ende der Spielzeit 1960/61 festes Ensemblemitglied der Landesbühne Rhein-Main.
In der Spielzeit 1961/62 war er am Stadttheater Mainz engagiert. Bei den Bad Hersfelder Festspielen spielte er 1962 unter der Regie von William Dieterle eine kleine Rolle als Wächter in Antigone. Ab der Spielzeit 1962/63 war er bis zum Ende der Spielzeit 1968/69 festes Ensemblemitglied am Staatstheater Wiesbaden.
Ab der Spielzeit 1969/70 war er bis 1986 anschließend festes Ensemblemitglied am Landestheater Darmstadt. Bei der „Hessischen Spielgemeinschaft“ wirkte er 1977 in einer Inszenierung des Lustspiels Der fröhliche Weinberg mit.
Ab der Spielzeit 1984/85 trat er regelmäßig am Fritz-Rémond-Theater im Zoo auf.
1991 spielte er am Fritz Rémond Theater, gemeinsam mit Carlos Werner, unter der Regie von Egon Baumgarten in der Komödie Schon wieder Sonntag. 1992 war er dort mit Regine Vergeen in der Komödie Cocktailstunde von Albert Ramsdell Gurney zu sehen, wieder unter der Regie von Egon Baumgarten. Am Fritz-Remond-Theater war Scherschel bis zur Spielzeit 1994/95, also bis kurz vor seinem Tod, durchgehend engagiert.
Scherschel arbeitete neben seiner Theaterlaufbahn insbesondere intensiv als Sprecher für Hörspiele. Er wirkte in zahlreichen, mittlerweile Kultstatus besitzenden Hörspielproduktionen mit.
In der Hörspielreihe Geisterjäger John Sinclair bei dem Label Tonstudio Braun übernahm er oft die Regie sowie die Rollen der verschiedenen Bösewichter (Doktor Tod, Schwarzer Tod, Dr. Satanos). Er wirkte unter anderem in den Geisterjäger John Sinclair-Hörspielen Die Drohung (1983), Das Horror-Schloß im Spessart (1984) und Dr. Satanos mit. Außerdem wirkte er in der Vanessa die Freundin der Geister-Hörspielreihe mit. Als Sprecher war er auch in den Hörspielen Von China bis ans Ende der Welt und Von Kummerland nach Lummerland aus der Hörspielreihe Jim Knopf und Lukas der Lokomotivführer zu hören. In dem Hörspiel Florian, der Clown von Dieter Gürtler übernahm er 1978 die Rolle des alten Mannes.
Er war auch an Rundfunkproduktionen von Hörspielen beteiligt. 1958 sprach er beim Hessischen Rundfunk die Rolle des Gilaut in einer Hörspielfassung des Theaterstücks Jacobowsky und der Oberst von Franz Werfel mit. 1961 wirkte er in dem Hörspiel Gefahr von Richard Hughes unter der Regie von Ulrich Lauterbach mit. 1965 übernahm er eine Rolle in dem Kriminal-Hörspiel Der Fall Trinkhelm von Rolf Schroers, einer Originalproduktion des Hessischen Rundfunks, des Westdeutschen Rundfunks und von Radio Bremen.
Scherschel spielte ab Ende der 1960er Jahre auch zahlreiche Rollen in Fernsehfilmen und Fernsehserien. Scherschel wurde dabei überwiegend als Charakterdarsteller und Volksschauspieler, häufig in prägnanten Nebenrollen eingesetzt. Mehrfach spielte er in Fernsehinszenierungen von Theaterstücken mit. In kleinen Rollen wirkte er 1961 als Polizist (Folge 24: Das Zimmer) und 1963 als Hotelbesitzer (Folge 40: Die Ehemaligen) in der Familienserie Die Firma Hesselbach mit. 1971 spielte er den Lehrer Dempster in dem mehrteiligen Fernsehfilm Die Frau in Weiß. 1976 hatte er eine kleine Rolle in dem Fernsehmehrteiler Der Winter, der ein Sommer war. 1979 wirkte er in der Rolle des Schopp in dem dokumentarischen Fernsehspiel Revolution in Frankfurt mit. 1980 spielte er den Weber Gumpert in der historischen Fernsehserie Die Leute vom Domplatz. In der Tatort-Episode Schattenboxen übernahm er 1981 die Rolle des Betriebsleiters Stolke.
Häufig spielte er in Fernsehserien mit mundartlichem Hintergrund mit, unter anderen in Hessische Geschichten an der Seite von Günter Strack, in Diese Drombuschs und in Moselbrück. Gemeinsam mit Liesel Christ war er 1984 in der Fernsehserie Bei Mudder Liesl zu sehen.
1979 war er in der ARD-Fernsehshow Einer wird gewinnen als Darsteller und Schauspieler zu sehen.
Scherschel war Vater eines Sohnes aus erster Ehe. Er war bei seinem Tode verheiratet mit der Frankfurter Schauspielerin Christl Pfeil.

## Filmografie (Auswahl)
- 1961–1963: Die Firma Hesselbach
- 1968: Schinderhannes (Fernsehfilm)
- 1968: Schmutzige Hände (Fernsehfilm)
- 1971: Tatort – Frankfurter Gold (Fernsehreihe)
- 1971: Die Frau in Weiß
- 1973: Unser Dorf (Fernsehserie)
- 1974: Unter Ausschluß der Öffentlichkeit (Fernsehreihe)
- 1974: Gemeinderätin Schumann (Fernsehserie)
- 1975: Tatort – Die Rechnung wird nachgereicht
- 1976: PS – Geschichten ums Auto (Fernsehserie, 2 Folgen)
- 1976: Der Winter, der ein Sommer war
- 1977: Tatort – Flieder für Jaczek
- 1978: Jauche und Levkojen
- 1979: Revolution in Frankfurt
- 1980: Die Leute vom Domplatz (Fernsehserie, 13 Folgen)
- 1981: Tatort – Schattenboxen
- 1981: Ein Fall für zwei – Todfreunde (Fernsehserie)
- 1984: Bei Mudder Liesl (Fernsehserie, 5 Folgen)
- 1984: Rummelplatzgeschichten (Fernsehserie)
- 1985: Diese Drombuschs (Fernsehserie, Folge Liebe ist Unvernunft)
- 1985: Geschichten aus der Heimat (Fernsehserie, Folge Ortsgespräch)
- 1987: Moselbrück (Fernsehserie, Folge Schwieriges Erbe)
- 1986–1990: Hessische Geschichten (Fernsehserie, 4 Folgen)
- 1992: 5 Zimmer, Küche, Bad
- 1993: Mit Leib und Seele (Fernsehserie, Folge Der unheimliche Gast)
- 1994–1999: Schwarz greift ein (Fernsehserie, 4 Folgen)
- 1996: Tatort – Der kalte Tod

## Hörspiele (Auswahl)
- 1973: Günther Rücker: Portrait einer dicken Frau (Gussmeister) – Regie: Mathias Neumann (Original-Hörspiel – HR)